# Gephyrellula violacea
Espèce
Synonymes
- Gephyrella violacea Mello-Leitão, 1918
- Gephyrellula paulistana Soares, 1943

Gephyrellula violacea est une espèce d'araignées aranéomorphes de la famille des Philodromidae.

## Distribution
Cette espèce se rencontre au Brésil, au Paraguay et en Argentine.

## Description
La femelle holotype mesure 2,8 mm.
Le mâle décrit par Santos et Rheims en 2018 mesure 3,10 mm et la femelle 5,15 mm, les mâles mesurent de 3,1 à 4,2 mm et les femelles de 3,5 à 6,2 mm.

## Systématique et taxinomie
Cette espèce a été décrite sous le protonyme Gephyrella violacea par Mello-Leitão en 1918. Gephyrella Mello-Leitão, 1918 étant préoccupé par Gephyrella Dyar, 1914, il a été remplacé par Gephyrellula par Strand en 1932.
Gephyrellula paulistana a été placée en synonymie par Santos et Rheims en 2018.

## Publications originales
- Strand, 1932 : « Miscellanea nomenklatorica zoologica et palaeontologica, III. » Folia Zoologica et Hydrobiologica, vol. 4, p. 133-147.
- Mello-Leitão, 1918 : « Un genero novo de Thomisidas da sub-familia Philodrominae. » Revista da Sociedade Brasileira de Sciencias, vol. 2, p. 121-123.